# Beilicat dels karamànides
El beilicat dels karamànides (també anomenat Karaman, Karamanoğulları) fou un dels més poderosos beilicats d'Anatòlia. Va ser regit per la dinastia karamànida (Karamanoğulları) o karmànides des del segle xiii fins al 1467 i estava situat a l'entorn de l'actual província de Karaman, Turquia, a la zona central d'Anatòlia.

## Història
La dinastia karamànida es remunta a Hoca Sadeddin i el seu fill Nure Sufi, els quals emigraren des de l'Arran (al nord de l'Azerbaidjan) a Sivas a causa de la invasió mongola, vers 1230; segons Yazidji-oglu eren membres de la tribu afshar. La tribu va participar en la revolta de Baba Ishak i després es van desplaçar a les Muntanyes del Taure, prop de Laranda de Licaònia, on van servir als seljúcides.
El fill de Nure Sufi, Kerîmeddin Karaman Bey, encara en vida del seu pare prengué el control de les muntanyes prop de la Cilícia a mitjans del segle xiii capturant el 1225 les fortaleses d'Ermenek, Mut, Ereğli, Gülnar, Mer i Silifke. Les conquestes de Karaman van ser principalment a costa del regne d'Armènia Menor (i potser alguna a costa de Rukn al-Din Kilidj Arslan IV, 1248–1265); en tot cas és segur que va lluitar contra el Regne d'Armènia Menor (i fins i tot probablement va morir en aquesta lluita), on el rei Hethum I (1226-1269) va tenir l'habilitat de posar-se voluntàriament sota sobirania del gran kan, cosa que havia de protegir el seu regne dels seljúcides i dels mamelucs (1244).
La rivalitat entre Rukn al-Din Kilidj Arslan IV i Izz al-Din Kaykaus II permetia a les tribus de les zones de frontera viure pràcticament independents; Karaman va donar suport al segon però el primer tenia el suport dels mongols i de Pervâne Muin al-Din Sulayman (que tenia el poder efectiu al sultanat. El general i governador mongol Baidju fou destituït del govern el 1256 per no havet fer més conquestes, però va continuar servint com a general i el mateix any apareix lluitant contra el soldà de Rum, que no havia pagat el tribut, i el sultà fou derrotat per segona vegada. Rukn al-Din Kilidj Arslan IV va aconseguir desfer-se de quasi tots els begs o amirs hostils excepte de Karaman al que per guanyar-lo a la seva causa va cedir en feu Laranda de Licaònia (anomenada després Karaman en honor seu) i Ermenek (vers 1260).
Després de la mort de Karaman Bey el 1262, el seu fill gran Şemseddin Mehmet I esdevingué el cap de la casa. Va negociar una aliança amb altres tribus turques i s'alçaren contra els seljúcides i il-kànides el 1276 i el 1277, en la batalla del Göksu, el poder seljúcida fou derrotat. Aprofitant la confusió, i amb coincidint amb una victòria mameluca sobre els mongols després de la qual el sultà egipci va entregar territoris a membres de la família, Şemseddin I Mehmed Bey capturà Konya i proclamà un sultà seljúcida (Siyavush conegut com a Djimri). Finalment però, Mehmed fou derrotat i mort en un combat menor (1278).
Malgrat aquestes derrotes, el poder dels karamànides continuà en ascens, en particular gràcies a l'ajut dels Mamelucs d'Egipte. A mesura que el poder dels otomans s'incrementava, els dos estats van entrar en conflicte a partir del 1381 o 1382 i finalment el 1397 Ala al-Din Bey fou mort en combat per Baiazet I, i la major part del principat annexionat al territori otomà, excepte una part del Iç-Il que fou cedida al fill de l'antic emir.
Tamerlà va ocupar Laranda, Konya i el Iç-Il, va restaurar el principat de Karaman i el va cedir als fills d'Alâeddin Bey. Després del 1442 els otomans li van imposar un tractat de pau que el convertia en estat vassall.

L'emirat karamànida vers 1450

Amb l'ajuda otomana, Pîr Ahmed va derrotar el seu germà İshak en la batalla de Dağpazarı en la guerra civil que els enfrontava pel control del beilicat, cedint una part del beilicat a Mehmet, però durant la campanya otomana a Occident, va recuperar el seu antic territori. Mehmet II va tornar i va capturar Karaman i Konya el 1466 mentre Pîr Ahmed escapava a l'est, Entre 1469 i 1472 el visir otomà Gedik Ahmet Pasha va sotmetre la regió muntanyosa del beilicat dels karamànides i va conquerir Alaiyya el 1471, i Silifke, Mokan, Gorigos i Lulye el 1472.
Va rebutjar un atac de Pîr Ahmed ajudat pels Ak Koyunlu, que havia reconquerit Karaman i avançava cap a la regió d'Hamid, i va recuperar el beilicat. Els karamànides van conquerir el 1473 la regió d'Ič amb ajut d'una flota de la República de Venècia i la victòria de Mehmet en la batalla d'Otluqbeli l'11 d'agost de 1473 va salvar la situació i va recuperar la regió i va ocupar Minan i Silifke; va massacrar als caps locals a la regió de Tash en 1474. El beilicat va esdevenir un feu que encara van conservar els karamànides fins al 1487 quan el beg fou expulsat cap a Alep; a finals del 1500 la cavalleria karamànida que servia amb els otomans, com a resultat del repartiment de l'impost, va estar en desacord i es va revoltar; un príncep karamànida, Mustafa Beg, nebot de Kasim Beg que vivia exiliat a l'Iran, fou cridat i va agafar la direcció de la revolta. A l'inici del 1501 Mesih Pasha fou nomenat gran visir i enviat a la zona; va marxar amb les tropes (març/abril) cap a Tash-Ili al Karaman, amb la finalitat principal de derrotar les tribus varsaks, que eren el principal suport del pretendent Mustafà; amb els seus dots diplomàtics va convèncer els caps varsaks de retirar el suport a Mustafà i va poder tornar a Istanbul amb la tasca acomplida; Mustafa va fugir a territori mameluc i va morir al Caire el 1513.

## Tribus
Els karamànides van governar sobre les tribus Idgir (una de les tribus oghuz), Boz Doglan (possible fracció dels Idgir), Gözek Oghullari, Gödjer Oghullari, Turghudlu, Bayburdlu, Nozkirlu, Oghuz Khanlu, Hoca Yunuslu o Khwadja Yunuslu, Yapa Oghullari, Adali Oghullari, Shamlu, Khodjantilu, Yiva, Beg Dili, i tenia al seu servei les tribus del Elwanu, Kusunlu, Ulashlu i Kush Temürlü.

## Llista de beis
1. Nûre Sûfî Bey (vers 1250-1256) (Capital: Ereğli)
2. Kerîmeddin Karaman Bey (1256?-1262) (Capital: Ermenek)
3. Şemseddin I Mehmed Bey (1262/1276-1278) (Capital: Ermenek)
4. Güneri Bey (1278-1300) (Capital: Ermenek)
5. Bedreddin Mahmud Bey (1300-1308) (Capital: Ermenek)
6. Yahşı Han Bey (1308-1317 o 1342/1343) (Capital: Ermenek vers 1314-1315: Konya)
7. Süleyman Bey (1317-1342/1343 ?) (capital: Ermenek)
8. Pasha Musa Beg (vers 1312-1317/1318) (Capital: Laranda de Licaònia)
9. Bedreddin I İbrahim Bey (vers 1317/1318-1347) (Capital: Laranda de Licaònia)
10. Alâeddin Halil Mirza Bey (1329-1348) (capital: Beyshehri, des de 1342/1343 Ermenek)
11. Fahreddin Ahmed Bey (1328-1349) (Capital: Konya; hereta Laranda de Licaònia vers 1347, i Ermenek-Beyshehri vers 1348)
12. Şemseddin Bey (1349-1352) (capital: Laranda de Licaònia o Ermenek)
13. Hacı Sûfi Burhâneddin Musa Bey (1352-1356) (capital: Mut)
14. Seyfeddin Süleyman Bey (1352-1361) (capital: Laranda de Licaònia o Ermenek)
15. Halil Bey (Khalil Beg) 1361 (capital: Laranda de Licaònia o Ermenek)
16. Alâeddin Bey (1361-1397) (capital: Laranda de Licaònia, després Konya)
17. Laranda i Konya als otomans 1397-1402
18. Shaykh Hasan (a Iç-Il) 1398-1402 (mort el 1403)
19. Conquesta de Tamerlà 1402
20. Sultanzâde Nâsıreddin II Mehmed Bey (Gıyâseddin) (1402-1419) (capital: Konya)
21. Damad Bengi II Alâeddin Ali Bey (1419-1421) (capital: Nigbe)
22. Sultanzâde Nâsıreddin II Mehmed Bey (Gıyâseddin) (1421-1423) (segona vegada) (capital: Konya)
23. Damad Bengi II Alâeddin Ali Bey (1423-1424) (segona vegada) (capital: Nigbe)
24. Damad II İbrahim Bey (1424-1464) (capital: Konya)
25. Sultanzâde İshak Bey (1464-1465) (capital: Silifke)
26. Sultanzâde Pîr Ahmed Bey (1464-1475) (capital: Konya)
27. Kasım Bey (1475-1483) (capital: Gülnar i Silifke)
28. Turgutoğlu Mahmud Bey (1483-1487) (capital: Gülnar i Silifke?)
29. Annexió otomana 1487-1501
30. Mustafa Beg 1501 (rebel)